# 雪帕頓

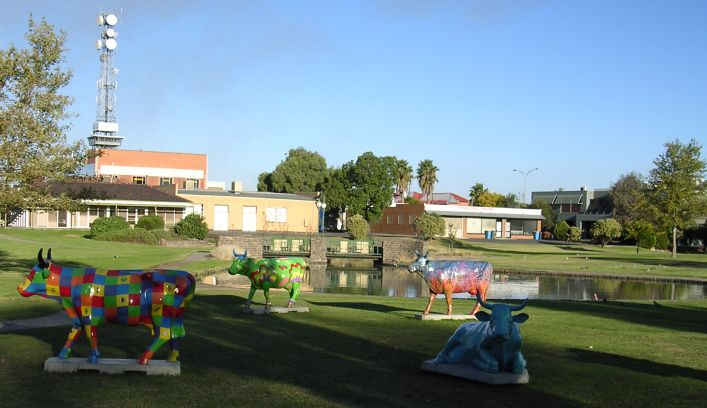
雪帕頓

雪帕頓（英語：Shepparton）是澳大利亚維多利亞州的一座城市，有古爾伯恩河流經，行政上屬於大雪帕頓市管轄。交通方面有V/Line列車經過。有人口53,841人。